# República de Luca
A República de Luca (ou Lucca) foi um antigo estado do centro da península Itálica, estabelecido no século XII, que se manteve independente, salvo breves períodos de ocupação florentina e pisana de 1160, até 1805. A república de Luca se estendia, além da moderna cidade de Luca, às regiões circundantes na parte noroeste da atual região italiana da Toscana, aos limites com a Emília-Romanha e Ligúria.

## Origem
A comuna de Luca existia já em 1119, numa época (1081 a 1149) em que se estabeleceram muitas comunas como Pisa, Asti, Milão, Arezzo, Gênova, Bérgamo, Como, Cremona, Bréscia, Placência, Mântua, Módena, Verona e Parma.
E segundo alguns historiadores, o local agora ocupado por Lucca teria sido habitado pelos Ligures, enquanto outros acreditam que poderia haver uma aldeia de origem etrusca, com datação por volta de 220 a.C. No entanto, não há evidências arqueológicas da existência de um centro habitado antes da fundação do município romano (180 a.C. como colônia de direito latino). Lucca tinha então um território ligado a ele e fazia parte da Galia Cisalpina.
Depois do colapso do Império Romano, Lucca tornou-se uma das cidades mais importantes da Itália. E os Lombardos já no século VI, a elegeram como capital do Ducado de Túscia.
O reino lombardo caiu, e os Carolíngios converteram o ducado em um condado e depois em Marca di Tuscia, da qual Lucca permaneceu a capital até a ascensão de Hugo da Toscana.

### Séculos XI e XII
Mais tarde, a cidade colidiu com o poder da marca e começou a se autogovernar. A verdadeira origem do estado de Lucca foi quando Henrique IV em 1081 sanciona um diploma que reconhece o estado. Documento que reconheceu o domínio de fato da cidade sobre uma pequena faixa de seis milhas à volta das muralhas. No campo de seis milhas era proibido construir qualquer castelo feudal. Além disso, em 1116 o Imperador Henrique V reconheceu a cidadania com privilégios adicionais no Rio Serchio e na costa do mar.
Deste primeiro núcleo originou-se um Município livre governado por Grandes cônsules, cuja existência é atestada em 1119. Primeiro reconhecido pela autoridade da marca de Corrado em 1120 («venientibus ad nos Henrico causidico et Fulcerio atque Inghifredo lucanisconsulibus cum alii bonis viris de civitate Luca postulantibis nos..»)e depois imperial em 1162. A cidade tornou-se independente da Marca de Tuscia, permanecendo sujeito apenas ao imperador, adquirindo os direitos feudais da marca do marquês Guelfo VI por mil sólidos.

### Séculos XIII e XIV
No século XIII, a cidade apoia suas lutas contra os feudos vizinhos até garantir o domínio sobre vastos territórios e disputar a primazia militar na Toscana com a cidade de Florença.
No início do século XIV, depois de ser perturbada pelas lutas entre guelfos brancos e negros, a cidade foi conquistada por Uguccione della Faggiola auxiliado pelo Vigário imperial Castruccio Castracani, de origem Lucchese.
Mais tarde, o povo de Luca derrubou o governo de Uguccione e aclamou Castruccio como Capitão do povo. O senhorio de Castruccio representa o apogeo máximo do poder de Luca, cujos territórios incluíam ao norte a Garfagnana, a oeste o litoral da cidade de Carrara a Pisa, a leste a cidade de Pistoia (sob o domínio de Lucca e Florença), a sul o Val d'Arno constantemente disputado com a República de Florença. O maior conflito com Florença ocorreu no Batalha de Altopascio em 1325, onde o exército florentino derrotado foi perseguido até as muralhas de Florença, onde Castracani deu ordem, por desprezo aos derrotados, que a moeda fosse batida e que três Palii fossem corridos: um para homens a pé, um para burros e um terço para as prostitutas.
Com a morte de Castruccio em 1328 as tropas mercenárias alemãs após o imperador Luís o Bavaro, que ficou sem salário na Toscana, tomou posse do território de Luca em 1329 e o ofereceu para venda ao melhor lance. Então Luca passa para as mãos de vários compradores, até sua conquista, em 1342, por Pisa, que a subtraiu da República de Florença. O domínio pisano se estende até 1369, quando o imperador Carlos IV concedeu a independência à república de Lucca em troca de dinheiro, embora a extensão de seus territórios tenha sido muito reduzida. Nesta ocasião, a aldeia de Vivinaia é reconstruída e intitulada Montecarlo.

### Século XV
Durante o século XV, esta república toscana foi de menor importância do que as duas grandes repúblicas de Florença e Siena. Nas primeiras décadas deste século, Lucca cai sob a pseudo-tirania da família Guinigi.
Sobre esta época, um julgamento do historiador de Luca foi preservado, Giovanni Sercambi.
O Sercambi destaca em particular a atribuição de todos os escritórios aos apoiantes da família dominante. O historiador de Luca também cita as disposições para impedir que a maior assembleia de cidadãos (o Conselho Geral) se reúna. O papel desta foi tomado por uma Comissão composta por partidários da casa reinante em número de doze ou dezoito.
Ele lembra de forma mais geral as restrições de todas as despesas, exceto as a favor dos mercenários, consideradas indispensáveis para não viver em constantes medos e perigos e que deveriam ser mantidas alegres, bem como os atos secretos de violência cometidos para remover os rebeldes mais perigosos do caminho e, finalmente, as maneiras pelas quais alguns comerciantes emigrados foram forçados a retornar a Lucca.
Acima de tudo, as observações de Sercambi sobre a decadência de todas as indústrias, mas em particular da arte da seda e do cultivo de vinhos, para os quais propõe como remédio um imposto elevado sobre os vinhos estrangeiros e a obrigação absoluta, a ser imposta ao campo, de comprar tudo na cidade, os únicos meios de subsistência, exceto, de acordo com o modelo difundido em muitos estados italianos da época que privilegiam jurídica e economicamente as cidades dominantes no campo.
A aliança entre o Guinigi e o Ducado de Milão envolveu Lucca na ruinosa guerra contra Veneza e Florença; no final desta, uma insurreição pôs fim ao domínio da família Guinigi e a república tentou não perder a independência novamente, mesmo que seus territórios tenham sido reduzidos ainda mais.
Em 1429 Florença sitiou Lucca para se vingar dos Guinigi, que havia se alinhado a favor de Milão durante a guerra anterior. Após vários dias de cerco, Lucca pediu ajuda a Milão, que enviou em seu socorro Francesco Sforza, que com seu exército derrotou os florentinos e os forçou a se retirar.
Mais tarde, Florença pagou o Sforza para abandonar Lucca e em 1430 Lucca foi novamente sitiada. Durante o cerco, os florentinos tentaram redirecionar o Rio Serchio para inundar Lucca, mas devido a erros cometidos por Vasari (projetista da barragem), o acampamento florentino foi inundado. Enquanto isso, os Lucchesi novamente pediram ajuda a Filippo Maria Visconti que, mais uma vez, agiu indiretamente (de acordo com um tratado anterior, Milão não poderia se intrometer nos assuntos de Florença) pedindo aos genoveses que ajudassem Lucca.
Gênova, fazendo valer uma antiga aliança com Lucca, pediu a Florença para não perturbar Lucca e, ao se recusar, enviou um exército de 6.000 homens liderados por Niccolò Piccinino que atacou os florentinos no Serchio. Após uma batalha sangrenta, as tropas florentinas foram forçadas a se retirar também porque, saindo da cidade, os Lucchesi liderados pelo filho de Paolo Guinigi, as haviam atacado pelas costas. Poucos dias após a retirada dos florentinos, os habitantes de Lucca prenderam os Guinigi porque se dizia que eles tinham tratado com os florentinos, entregando-os ao imperador que os trancou no castelo de Parma, onde depois de alguns o líder da família anos morreu.
Em 1533 o Gonfaloniere Francesco Burlamacchi tenta criar uma republica unificada no norte da península italiana. 
Ocupando o cargo máximo do Estado, ele planeou um plano para quebrar a hegemonia dos Médici sobre a Toscana. As tropas de Lucca deveriam atacar o Ducado da Toscana em conjunto com rebeliões anti-Médicis que deveriam ter eclodido em Florença e em Pisa. Outras rebeliões teriam sido explodidas ao mesmo tempo em várias cidades da Romagna, enquanto Burlamacchi também contava com a adesão da República de Siena à guerra contra o Estado dos Médicis.
O projeto foi revelado por um traidor ao Duque Cosimo. Nessa altura, eclodiu um incidente muito grave entre o Estado toscano e a República de Lucca. Cosimo, considerando que o chefe de Estado de Lucca tinha travado uma verdadeira guerra contra ele, e exigiu a sua entrega. No entanto, a República de Lucca não poderia ceder a tal reivindicação sem se tornar de fato um protetorado dos Médici. A guerra parecia, portanto, inevitável.
O imperador Carlos V, no entanto, como a sobrevivência do estado de Lucca era bem-vinda para ele, queria intervir na disputa antes que a diplomacia passasse para as armas. Lucca era a única cidade imperial italiana e o império não pretendia que fosse anexada à Toscana. O imperador, portanto, pediu que o Burlamacchi fosse entregue a ele. Lucca, que não poderia ter dado seu cidadão nas mãos de qualquer estado estrangeiro, teve que se adaptar e o entregou às mãos da autoridade imperial pela qual, a partir de 1369, a própria existência do estado de Lucca era garantida.
Burlamacchi foi assim julgado por uma corte imperial em Milão e decapitado ao amanhecer de 14 de fevereiro, sob a acusação de ter perturbado a paz entre os estados italianos.
A visão de Burlamacchi teria levado ao nascimento, no centro-norte da Itália, de uma confederação de repúblicas (Lucca, Pisa, Siena, Florença e Romagna) do tipo suíço. Alguns suspeitam, apesar da falta de documentos sobre o assunto, que Burlamacchi tinha ideias não reformadas.
Com exceção do curto período do senhorio de Paolo Guinigi, Lucca permaneceu uma república independente até 1799, ano de sua queda definitiva pelo exército francês de Napoleão.

### Governo e diplomacia
A partir deste período, Lucca evita o envolvimento em qualquer guerra o máximo possível, preferindo resolver todas as questões com embaixadas diplomáticas e o uso de espiões.
Com a descida de Carlos VIII à Itália em marcha em direção a Nápoles, a República aproveitou para se aproximar das coroas da França e da Espanha, mantendo-se em equilíbrio entre as duas potências.
Graças à sua aliança definitiva com o imperador Carlos V (1521), a cidade consegue evitar o perigo de anexação ao Grão-Ducado dos Medici, embora o medo de perder sua «Liberdade» em favor da corte florentina permaneça em seus programas políticos, iniciando as obras de construção das Muralhas para se proteger de quaisquer ações que a destrua.
Altopascio e Montecarlo são os postos avançados do grão-duque a apenas 16-17 quilômetros da cidade de Lucca que, não por acaso, dá o nome de Liberdade ao baluarte de suas paredes voltados para aquela fronteira (o único dos baluartes das muralhas da cidade que não tem o nome de santo).
Em 1556, para evitar o máximo possível a interferência estrangeira, a estrutura do governo foi reformada para que apenas os descendentes de algumas famílias de Lucca (Como a exemplo Guinigi, Burlamacchi, Buonvisii, Dati, Mansi, Nobilis, Obizzi, Orsetti e Sbarra) que por várias gerações pudessem ter acesso ao governo. Assim nasceu a Serenissima República Lucense como uma república aristocrática. Lucca continua assim a sobreviver como uma cidade-estado no sentido medieval, embora constituindo-se como um estado burguês e mercantil.
Com a Reforma Protestante, novas ideias religiosas também se espalham em Lucca e, embora o governo impeça a instituição na República do tribunal da Inquisição, não pode deixar de condenar as heresias e expulsar cidadãos declaradamente protestantes. Também mais tarde, sua ação diplomática continuará para evitar o assentamento dos jesuítas e da Inquisição na República.
Com a constituição aristocrática do estado, o governo de Lucca é constituído pelo Conselho Geral, uma assembleia com poderes legislativos composta por trezentos cidadãos (duzentos proprietários e nobres e cem lojistas, literatos e artistas).
O poder executivo é administrado pelos XII Anciãos presididos por um Gonfaloneiro, no cargo por dois meses. O poder administrativo é administrado pelos Anciãos e quatro Magistraturas (doze membros) que acompanham Assuntos Internos, Justiça, Polícia, Força Armada, Relações Exteriores, Direção de Águas, Estradas e Fábricas Públicas, Finanças. Como se pode ver, os altos cargos executivos estavam sujeitos a rotação contínua, de modo que o poder estava de fato nas mãos do Conselho Geral.
Situada entre os estados extensos e o expansionismo  medici, Lucca conseguiu manter a sua independência graças à sua estreita aliança com o Sacro Imperio Romano-Germânico, reconhecendo-se, pelo menos formalmente, como cidades imperiais «ab imemoráveis». Apesar das várias tentativas da Toscana de anexá-la, a república de Lucca consegue manter a autonomia graças às suas muralhas que, devido ao seu alto nível de engenharia militar, repetidamente desencorajaram os inimigos da República de travar a guerra.
Em 1628 foi instituído o livro da nobreza, reformado por lei de 3 de junho de 1787, que distinguia a nobreza do patriciado não intitulado e da nobreza cívica, à qual era proibido colocar armas nobres nas fachadas dos palácios.
A República também chegou a comprar sua liberdade, como no caso do incidente diplomático com Cosimo III de 'Médici (1700), pagando 16.000 escudos pela ajuda política recebida à corte real da Espanha e 144.000 à imperial de Viena. Sua posição perante a corte de Viena também é reforçada no caso da chamada «controvérsia das águas» com a Toscana, quando foi forçada a defender seus direitos no Lago Bientina em 1755 contra as ações da regência florentina.
Lucca, dividida nos terciários de San Paolino, San Salvatore e San Martino, de acordo com um censo de 1744, mostra que tinha 114.693 habitantes, dos quais 20.770 em Lucca e 28.030 com seu subúrbio; em 1776 a população da cidade havia caído para 19.413 habitantes, enquanto no resto do estado era de 116.331.

## O fim da república
Após a guerra na Itália da Primeira Coligação, que terminou com o Tratado de Campoformio, em 1798 o Governo da República de Lucca decidiu iniciar negociações com  recém—criada República Cisalpina com o objetivo de manter seu governo oligarca e sua autonomia. O encarregado foi o jurista Luigi Matteucci, futuro pai do mais famoso Felice Matteucci, que foi para Milão para lidar com Napoleão. 
No entanto, a república permaneceu o único território de todo Itália continental ainda não   invadido, já que as propostas francesas para Matteucci não foram aceitas, tanto que em 22 de janeiro 1799 as tropas francesas entraram na cidade, determinando a mudança da República Oligárquica em uma República Democratizada, sob o protetorado francês, mas de fato mantendo o governo anterior.
Neste ponto, a situação tornou-se caótica, refletindo a situação internacional. Também devido à força jacobina em Lucca e em toda a Itália central e meridional, a tensão entre a França e a Áustria rapidamente caiu em uma nova guerra aberta, o conflito da Segunda Coalizão, que a princípio registrou vitórias alemãs fáceis e a entrada do exército imperial em Lucca em 17 de julho, com a consequente restauração do antigo regime sob um governo austríaco. No retorno de Napoleão do Egito, no entanto, a situação virou com a mesma rapidez. Em 9 de Julho 1800 os franceses retomaram a cidade instalando um governo provisório, sob o controle de Antoine Christophe Saliceti. Mas agora Bonaparte, que se tornou Primeiro cônsul, impõe uma linha política moderada, que também foi aplicado aos territórios reconquistados. Como em outros estados, a lenta elaboração de uma nova Constituição também começou em Lucca, promulgada em 23 de dezembro 1801, que não foi mais do que a restauração da velha República Oligárquica, simplesmente expurgada pelos poucos expoentes que não foram rápidos em saltar para o lado dos vencedores.
Mais tarde, Napoleão tomou a decisão de criar o Principado de Lucca e Piombino para sua irmã Elisa Bonaparte, que decretou o fim da república em 23 de junho 1805.
Com a queda de Napoleão, a república foi transformada em monarquia pelo Congresso de Viena.

## Honras
Rosa de Ouro
— 1564